# Javi Boss
Javi Boss (rodno ime Francisco Javier García Ramón) je španjolski producent i DJ.
2001. je osnovao izdavačku kuću Central Rock Records koja djeluje vrlo uspješno, posebno u Španjolskoj. Javi Boss se mnogo puta udružio s DJ Juanmom (2000. su osnovali skupinu "Bossma"). Postao je poznat zahvaljujući kompilacijama koje je objavljivao u Central Rock Recordsu, ali i zahvaljujući kompilacijama s hardcore/gabber, hard house i mákina glazbom koje su se mjesečno pojavljivale u Španjolskoj i Europi.
U slobodno vrijeme, Javi Boss producira hard house.

## Vanjske poveznice
- Diskografija
- Službena stranica  Arhivirana inačica izvorne stranice od 16. veljače 2010. (Wayback Machine)